# 4527 Schoenberg
4527 Schoenberg eller 1982 OK är en asteroid i huvudbältet som upptäcktes den 24 juli 1982 av den amerikanske astronomen Edward L.G. Bowell vid Anderson Mesa Station. Den är uppkallad efter den österrikiske tonsättaren Arnold Schönberg.
Asteroiden har en diameter på ungefär 3 kilometer.